# Phalanger
Phalanger (din greacă phalangion, însemnând „pânză de păianjen”, referință la degetele membranate de la picioare) este un gen de posumi. Membrii săi sunt întâlniți în Noua Guinee, Insulele Maluku, alte insule mici din apropiere și Peninsula Cape York din Australia. Aceștia sunt marsupiale din familia Phalangeridae și sunt unul dintre cele patru genuri ale căror specii sunt frecvent numite cuscus.
- Genul Phalanger
  - Phalanger alexandrae
  - Phalanger carmelitae
  - Phalanger gymnotis
  - Phalanger intercastellanus
  - Phalanger lullulae
  - Phalanger matabiru
  - Phalanger matanim
  - Phalanger mimicus
  - Phalanger orientalis
  - Phalanger ornatus
  - Phalanger rothschildi
  - Phalanger sericeus
  - Phalanger vestitus